# 楊深秀

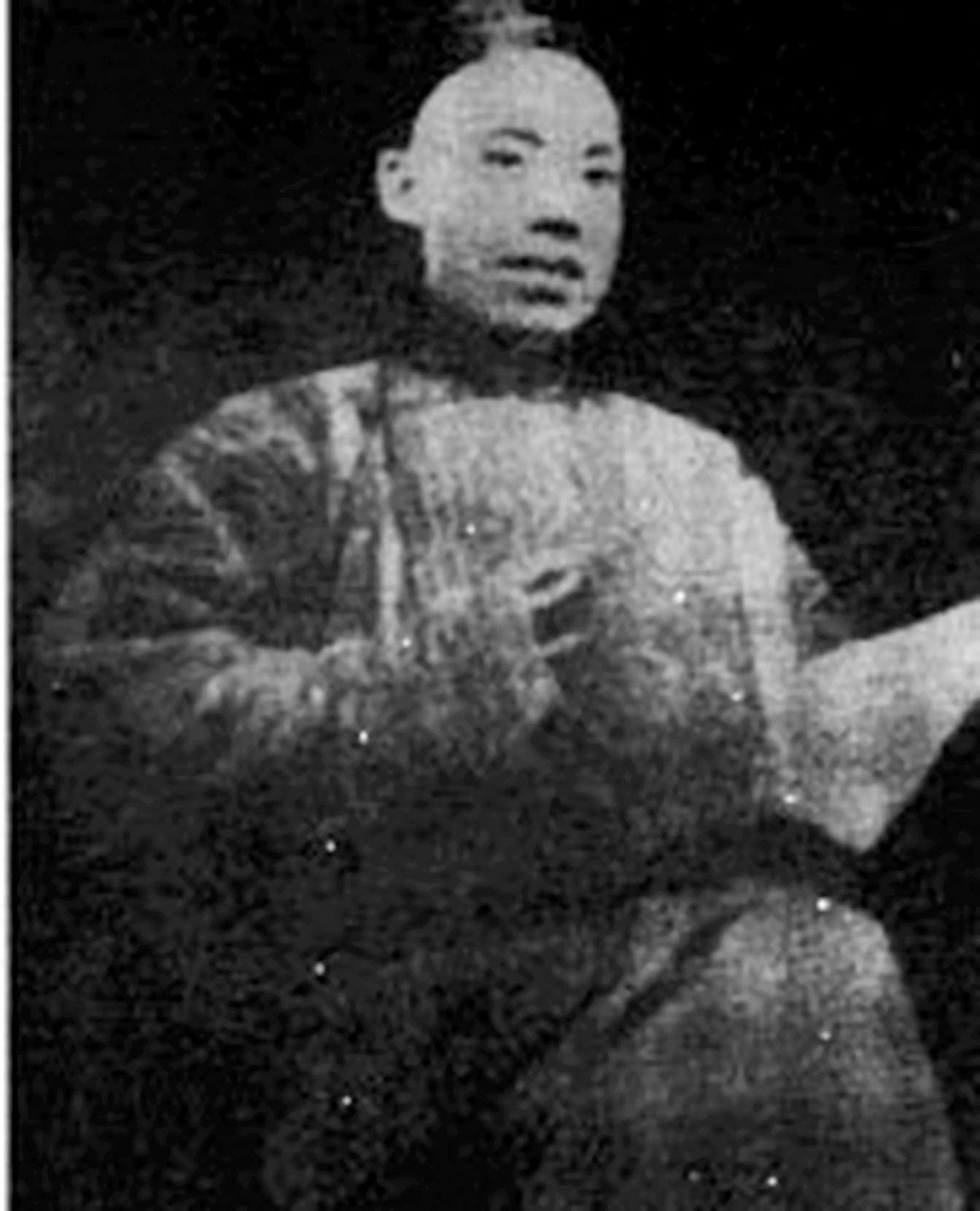

楊深秀（1849年4月24日—1898年9月28日），初名毓秀，同治十三年甲戌改名深秀，字漪邨（會試硃卷作衣純），又用里名自號儀村，號孴孴子，山西絳州聞喜縣人。生於道光二十九年四月初二日（1849年4月24日）戌時，行一，大行二，民籍，以廩生中式同治九年庚午科本省鄉試舉人第三名，以員外郎分刑部學習，會試中式第266名貢士，著有《晉中國都考》、《山西星度譜》、《聞喜縣志疑存文鈔》、《雪虛聲堂詩鈔》3卷（光绪8年刻本）。
他是“戊戌變法”中的重要人物，“戊戌六君子”之一。

## 生平
12歲為縣學附生。光緒八年，張之洞聘為令德堂（用以教全省士以經史考據詞章義理之學）院長。光緒十五年考中進士，殿試名列三甲末次。同年五月，任刑部候補員外郎，累遷郎中。光緒二十三年十二月，升都察院山東道監察御史。
光緒二十四年（1898年）正月，因俄羅斯要求中國割讓旅順及大連灣，上疏請聯合英國、日本拒俄。楊深秀在上奏中說道：
頃聞日人患俄人鐵路之逼，重念唇齒輔車之依，頗悔割台，相煎太急。大開東方協助之會，願智吾人士，助吾自立，招我遊學，供我經費，以著親好之實，以弭夙昔之嫌。經其駐使矢野文雄函告譯署。我與日人隔一衣帶水，若吾能自強復仇，無施不可；今我既弱未能立，亟宜因其悔心，受其情意。（收於明清檔案館編『戊戌變法檔案史料』，北京中華書局，1959年，p.248。上奏日期為光緒二十四年四月十三日。）
時人均知楊深秀國學根底深厚，卻不知他也明瞭世界局勢，均感驚服。
同年春，参加保国会活动，结识康有为。夏，戊戌變法開始。與徐致靖先後上疏請更改文體，不採用八股文。被盈廷、禮部尚書許應騤多番阻撓。又上書建議設立譯書局、派皇室遊歷各國、派遣留學生，均被採納。面試京朝官，每日見20人，試用當中人才，罷免老庸愚不通時務的人，引起不滿。同時，他積極幫助、讚揚實行新政者，為他們上書或辯白，如湖南巡撫陳寶箴被守舊黨彈劾，為楊深秀即為其剖辨。
戊戌政變的前一日，八月初五（9月20日），楊深秀上奏奏請“與英、美、日合邦”，楊深秀說：
昨又聞英國牧師李提摩太，新從上海來京，為吾華遍籌勝算，亦云今日危局，非聯合英、美、日本，別無圖存之策。……況值日本伊藤博文遊歷在都，其人曾為東瀛名相，必深願聯結吾華，共求自保者也。未為借才之舉，先為借箸之籌。臣尤伏願我皇上早定大計，固結英、美、日本三國，勿嫌合邦之名之不美，誠天下蒼生之福矣。（『戊戌變法檔案史料』p.15）

八月初六（9月21日），慈禧太后訓政，其後楊深秀深詰皇上被廢的原因，固請慈禧撤簾。八月初九（9月24日），在宣武门外闻喜会馆被捕。八月十三日（9月28日），與譚嗣同、楊銳、林旭、劉光第、康廣仁同被問斬，合稱“戊戌六君子”。是被禍六君子中自正途入仕且為唯一的高官，本不當死，惟因詰問慈禧得咎。

## 延伸阅读
[在维基数据编辑]
 《清史稿/卷464》，出自趙爾巽《清史稿》
 在维基共享资源阅览影像